# Serret de Martinet
El Serret de Martinet és una muntanya de 448 metres que es troba al municipi de l'Aleixar, a la comarca catalana del Baix Camp.